# 낭만닥터 김사부 3
《낭만닥터 김사부 3》는 2023년 4월 28일부터 2023년 6월 17일까지 방송된 SBS 금토 드라마였다.

## 프로그램 소개
지방의 초라한 돌담병원을 배경으로 벌어지는 '진짜 닥터' 이야기

## 제작사
- 삼화네트웍스

## 제작진

### 제작사
- 스튜디오 S
- 삼화네트웍스

### 제작
- 한정환
- 안제현
- 신상윤

### 극본
- 강은경 : KBS 2TV 드라마 시티 《은비령》(집필), SBS 월화 드라마 《백야 3.98》(집필), SBS 월화 드라마 《고스트》(집필), MBC 수목 드라마 《호텔리어》(집필), SBS 주말 특별 기획 드라마 《유리 구두》(집필), MBC 수목 드라마 《좋은 사람》(집필), KBS 2TV 월화 드라마 《오! 필승 봉순영》(집필), KBS 2TV 월화 드라마 《안녕하세요 하느님》(집필), KBS 2TV 월화 드라마 《강적들》(집필), SBS 주간 드라마 《비천무》(집필), KBS 2TV 수목 드라마 《제빵왕 김탁구》(집필), KBS 2TV 수목 드라마 《영광의 재인》(집필), KBS 2TV 수목 드라마 《달자의 봄》(집필), MBC 월화 드라마 《구가의 서》(집필), KBS 2TV 주말 드라마 《가족끼리 왜 이래》(집필), SBS 월화 드라마 《낭만닥터 김사부》(집필), SBS 월화 드라마 《여우각시별》(집필), SBS 월화 드라마 《낭만닥터 김사부 2》(집필), JTBC 금토 드라마 《미스티》(크리에이터), JTBC 토일 드라마 《기상청 사람들: 사내연애 잔혹사 편》(크리에이터), SBS 금토 드라마 《지금, 헤어지는 중입니다》(크리에이터) 집필
- 임혜민

### 연출
- 유인식 : 음반 《이정봉 - 어떤가요》(공동 작사)[1], SBS 일일 드라마 《약속》(조연출), SBS 일요 아침 드라마 《좋아 좋아》(조연출), SBS 일일 시트콤 《스무살》(조연출), SBS 주말 특별 기획 드라마 《폭풍 속으로》(공동 연출), SBS 월화 드라마 《불량 주부》(공동 연출), SBS 월화 드라마 《샐러리맨 초한지》(연출), SBS 월화 드라마 《미세스 캅》(공동 연출), SBS 월화 드라마 《낭만닥터 김사부》(공동 연출), SBS 월화 드라마 《낭만닥터 김사부 2》(연출), SBS 수목 드라마 《불량가족》(공동 연출), SBS 수목 드라마 《연인》(조연출), SBS 수목 드라마 《외과의사 봉달희》(조연출), SBS 수목 드라마 《불한당》(연출), SBS 대하 드라마 《자이언트》(공동 연출), SBS 주말 특별 기획 드라마 《돈의 화신》(연출), SBS 수목 드라마 《너희들은 포위됐다》(연출), SBS 주말 특별 기획 드라마 《미세스 캅 2》(연출), SBS 금토 드라마 《배가본드》(연출), SBS 금토 드라마 《왜 오수재인가》(공동 연출) 연출, ENA 수목 드라마 《이상한 변호사 우영우》(연출)
- 강보승 : SBS 금토 드라마 《왜 오수재인가》(공동 연출) 연출

## 출연진
- (†) 표시는 드라마 상에서 최종적으로 사망한 인물이다.

### 주요 인물
- 한석규 : 김사부/부용주 역 - 돌담병원 외과 과장 겸 돌담의료재단 이사장

본명 부용주, 국내 유일 트리플 보드 외과의. 한때 신의 손이라 불리었던 자. 지금은 스스로를 낭만닥터라 칭하며 은둔생활을 즐기고 있는 진짜 괴짜 의사.
세상에서는 그를 김사부라 부른다 시골의 돌담병원이라는 곳에서 외과과장을 하고 있다. 한때는 외로이 돌담병원을 지켜왔으나, 이제는 혼자가 아니다. 돈만 주면 뭐든지 하겠다는 마인드에서 진정으로 환자를 위할 줄 아는 의사로 거듭난 서우진이 있고, 더 이상 울렁증에 수술방을 뛰쳐나가지 않는 차은재가 있다. 제자들, 동료들과 함께 권역외상센터의 꿈을 키워 온 김사부. 드디어 돌담병원에 권역외상센터를 짓게 된다. 깔끔한 외경에 최첨단 시설까지 갖춘 완벽한 외상센터. 하지만 제대로 문을 열지도 못하고 권역외상센터는 위태로운 운명을 맞게 되는데... 김사부는 그의 숙원이었던 돌담병원 권역외상센터를 설립할 수 있을까.
- 안효섭 : 서우진 역 - GS(일반외과) 전문의

돈이 없던 그는 환자들을 위해서가 아닌, 먹고 살기 위해 써전이 됐다. 내부고발자라는 소문이 돌면서 페이닥으로 있던 거대병원에서도 쫓겨나고 갈 곳 없이 방황하던 그에게 손을 내민 이가 바로 김사부였다. 서우진은 김사부를 만나 사람 살리는 진짜 의사가 되고 싶어졌다. 낭만을 꿈꾸게 됐다. 어느덧 돌담에 자리잡은지 벌써 3년. 돈이면 뭐든 하던 우진은 제법 근사한 의사로 성장했다. 대학시절부터 매사 부딪히던 동기에서 연인사이로 거듭난, 3년째 연인인 차은재와도 더 깊어진 관계를 그리게 되는데... 김사부를 닮은 의사로 성장해가던 그에게 넘어야 할 벽이 생긴다.
- 이성경 : 차은재 역 - CS(흉부외과) 전문의

아빠도, 오빠도, 언니도 모두 의사인 집안에서 엘리트코스를 밟으며 CS보드를 땄다. 그러나 수술실만 들어가면 울렁증 때문에 버틸 수 없었고 그녀는 표류하기 시작했다. 한계에 부딪힌 채 쫓겨나듯 온 돌담병원에서 차은재는 인생 스승 김사부를 만나 꿈을 갖게 됐다. 환자한테 필요한 완벽한 의사가 되는 것. 후배 의사도 들어오고 이제는 제법 선배티도 나지만, 밀려들어오는 환자들 덕에 여전히 밤낮없이 바쁘기만 하다. 힘들고 지치는 병원 생활 속에서 연인 서우진은 큰 의지가 됐다. 완벽한 독립을 했다고 생각했고, 행복한 미래를 그리기도 했다. 그런 두 사람 사이에 커다란 문제가 생기게 되는데...

### 돌담병원 사람들
- 김민재 : 박은탁 역 - 전담간호사

책임감 강하고 정의로우며 마음까지 뜨거운 청춘, 한때 (고등학교 시절) 바이크족이었다. 주먹도 좀 썼고 방황과 탈선의 날들도 좀 보냈다. 사고로 다쳐 병원에 입원했을 때 거기서 김사부를 만났다. 그 만남으로 인해 그의 인생도 변했다. 김사부처럼 병원 일에 뜻을 두고 간호학교에 들어갔고 지금까지 돌담병원에서 일을 하고 있다. 어느덧 돌담의 전담간호사로 멋있게 성장한 은탁. 응급의학과 윤아름과 3년째 연인 사이를 이어가는 중, 사고에 휘말리고, 예상치 못한 불청객이 찾아오는 등 악재가 겹친다.
- 진경 : 오명심 역 - 수간호사

돌담병원의 게슈타포, 무적철인 수간호사. 돌담병원 수간호사로서 프라이드도 강하다. 그래서 때로는 무섭고 엄격하지만, 마음은 사려 깊고 인간적이며 환자에 대한 무한 애정을 갖고 있다. 김사부의 든든한 지지자이자, 돌담병원에 새로 들어온 젊은 피들에게 또 다른 멘토의 역할을 해주는 그녀. 환자 케어부터 의사들 멘탈 케어까지, 돌담에서 수쌤의 손이 닿지 않는 곳은 없다. 외상센터가 생기면서 돌담 응급실 프론트에서 외상센터 프론트로 자리를 옮기지만 여전히 돌담병원의 한 축을 든든히 지켜주는 안주인 같은 존재다.
- 임원희 : 장기태 역 - 행정실장

성품이 유약하고 귀도 얇고 우유부단한 스타일, 운영 적자부터 시작해 인력 부족, 과도한 업무량 등 환자들을 케어하며 돌담병원의 살림을 도맡아왔다. 드디어 돌담병원에 권역외상센터가 들어서게 되고. 김사부 하나로 병원을 지탱하던 게 엊그제 같은데 병원도 인원도 업그레이드 된 이 상황이 감개무량하기만 하다. 아무도 신경 안 쓰는 병원 구석구석까지 쓸고 닦는 일부터 구급차 운전까지. 매일같이 터지는 사건 사고 수습하랴 외상센터 관리하랴, 행정실장인 장기태는 더욱 바빠지기 시작한다.
- 변우민 : 남도일 역 - 프리랜서 마취과 담당의

사람 좋고, 마음 따뜻하고, 허허실실하는 캐릭터. 평소에는 식당 오다가다를 운영하지만, 돌담병원에 위급한 환자가 생길 때마다 열 일 제쳐두고 수술실로 뛰어가 마취를 담당하는 프리랜서 마취과선생이다. 김사부의 오랜 친구인만큼 김사부와 돌담에 대해 많은 것들을 알고 있다. 돌담에 힘든 일이 생길 때마다 따뜻하게 의사들을 품고 다독여주는 존재.
- 김주헌 : 박민국 역 - 돌담병원 원장, GS(일반외과) 전문의.

스스로에 대한 자신감과 자부심이 엄청난 사람. 김사부를 넘어서야겠다며 돌담병원 원장으로 들어왔다. 그러나 곁에서 지켜본 김사부의 진실한 모습은 그의 마음속 묻어둔 의사로서의 정신을 일깨웠다. 의사로서, 닥터 부용주에 대한 존경심까지 생겼다. 이제는 김사부와 뜻을 함께하며 권역외상센터 설립을 위한 정치를 도맡아 하고 있다. 김사부의 오랜 꿈이었던 권역외상센터 오픈까지 이제 한 걸음 남았을 뿐인데, 그 한 걸음이 쉽지만은 않다.
- 윤나무 : 정인수 역 - EM(응급의학과) 전문의

언제나 가족이 우선이었고, 꽉 잡혀 사는게 행복의 지름길이라고 생각했던 그가 처음으로 스스로 내린 결정이 바로 돌담병원이었다. 내가 아니면 돌담병원 응급실은 돌아가지 않는다고 철석같이 믿고 열심히 일했다. 강동주와 윤서정이 각자의 사정으로 자리를 비웠을 때에도 인수는 끝까지 돌담을 지켰다. 토끼같이 귀여운 딸과 아내와 떨어져 지내더라도 돌담병원에 쏟아지는 환자들을 돌보고, 사람을 살리는 것, 그게 의사가 할 일이라고 생각했다. 그런 그에게 의사 인생 최대 고비가 찾아온다.
- 신동욱 : 배문정 역 - OS(정형외과) 전문의

일명 '뼈쌤', 뼈덕후다. 두개골부터 발가락뼈까지,
사람 몸 안에 있는 총 206개의 모든 뼈를 완벽 하게 꿰고 있다. 응급수술이 많지 않은 정형외과임에도 불구하고 응급이 생기면 주저하지 않고 응급실로 달려 나오는 성실한 의사. 온화한 미소로 상대방을 무장해제시키지만, 환자를 대함에 있어서는 그 누구보다 진지하고 단호하다. 새로 온 의사들에게 엘리자베스와 제시를 인사시키는 귀여운 취미가 있다.
- 소주연 : 윤아름 역 - EM(응급의학과) 전문의

모두의 만류에도 불구하고 김사부의 매력에 이끌려 돌담병원으로 파견근무를 오게 됐고, 이제는 돌담병원에 눌러앉게 됐다. 사람들한테 관심이 많고 사람들을 좋아한다. 특유의 해맑음으로 돌담 병원을 한 번 더 웃게 만드는 에너자이저. 돌담병원에서 만난 박은탁과 연애 중이다. 어렵게 생각하지 않고 늘 쉽게쉽게,
좋은 게 좋은 거다 생각하고 살아왔건만. 일련의 사건으로 끊었던 사탕까지 다시 먹게 되는데... 혼자서 안달내는 건 그만. 이제는 좀 쿨하게 바뀌어볼까 한다.
- 고상호 : 양호준 역 - GS(일반외과) 전문의

박민국을 향한 충성심 하나로 돌담병원에 내려왔다가 얼떨결에 3년째 돌담병원을 지키고 있다, 의사로서의 실력부재가 드러날까 매일매일 불안해하면서도 본인의 업무를 최소화하기 위해 노력한다. 3년이 흘렀음에도 여전히 은재와 우진을 예의주시하고 있지만 하루하루 변화하고 있는 돌담병원의 흐름에 따라 그들에 대한 그의 마음가짐도 매일이 다르다. 돌담 식구들이 레지던트 장동화 교육을 서우진에게 넘기는 그를 보며 농땡이 피운다 욕하지만 그래도 그 나름대로 조금씩 진정한 돌담식구가 되어가는 중이다.
- 윤보라 : 주영미 역 - 외상센터 간호사

눈치도 빠르고 손도 빠르다, 돌담병원에서 일어나는 온갖 이슈들을 꿰뚫고 있는 돌담병원의 소식통. 외상센터가 새롭게 오픈하면서 돌담병원에서 외상센터로 가게 됐다. 장소만 바뀌었을 뿐, 주간호사의 귀는 돌담으로도, 외상으로도 열려있다. 사건사고를 꿰뚫고 있으면서도 환자 돌봄에 소홀함이 없는, 돌담의 중간급 간호사.
- 정지안 : 엄현정 역 - 돌담병원 간호사

수쌤 다음으로 연차가 오래된 돌담병원의 귀여운 터주대감, 눈코 뜰 새 없이 바쁜 응급실에서도 늘 웃음을 잃지 않지만 주취자들을 다룰 때에는 엄격하기 그지없다. 영원한 우상인 수쌤과 늘 붙어다니니던 주간이 외상센터로 가게 되면서 돌담병원 응급실에 혼자 남게 됐다. 아직은 환자 보는 게 서툴기만 한 신입 의사들의 뒤를 받쳐주기도 하고, 몰려드는 환자들을 능숙하게 다루기도 하는 엄간은 돌담병원 응급실의 기둥 같은 존재다.

### 돌담병원 새로운 얼굴
- 이신영 : 장동화 역 - GS(일반외과) 전공의 3년차

"의사들도 워라밸 중요시할 때가 왔어요"라고 외치는
돌담병원의 혈압 유발자 장금쪽이, 궂은일, 험한 일 싫어하고, 책임지는 일? 딱 부담스럽다. 있어 보이고 싶어서 의사가 됐는데, 막연하게 멋있고는 싶지만 구체적으로 어떻게 해야 하는지는 모른다. 선배 서우진 밑에서 빡빡하게 일하며 사사건건 맞부딪히고, 김사부의 호통에 억울하기만 한 고된 돌담생활이 시작된다. 그리고 14회 엔딩부분을 봤을 때 시즌1에서 세상을 떠난 김사부의 제자 장현주의 친동생으로 밝혀졌다.
- 이홍내 : 이선웅 역 - CS(흉부외과) 펠로우 1년차

잘하고 싶은데 잘 할 줄 아는 게 없다, 성실이 무기인 시대는 이미 끝난지 오래라는데, 지구력은 좋지만 순발력과 창의력은 떨어져 늘 간당간당하게 평균, 보통, 평범 이런 단어들에 겨우 턱걸이로 들어간다. 그런 선웅 앞에 마법같은 일이 일어난다. 처음보는 수술과 처치에 가슴이 뛰었다. 그렇게 처음으로 자신의 미래를 위해 중대한 결정을 내리는데... 돌담병원에 온 이선웅은 차은재 밑에서 착실히 일을 배우지만, 완벽한 그들 사이 작아지는 자신을 발견한다.
- 이경영 : 차진만 역 - CS(흉부외과) 제1대 돌담병원 외상센터장 및 은재의 아버지

원리원칙주의자에 보수적인 흉부외과 닥터, 그 옛날 부용주와 한때 용호상박 라이벌로 불렸던 전 적이 있을 만큼 CS쪽에서는 알아주는 칼잡이다. 전공서와 논문, 학술지, 학회 등 진만의 이름이 빠지는 곳이 없을 만큼 흉부외과의로서 자신의 분야에 진심이고,
규칙과 약속을 우습게 여기고 시스템을 무시하는 사람들을 싫어한다. 그래서 닥터 부용주의 그 낭만이라는 걸 이해할 수 없다. 차진만은 의사 철학을 두고 김사부와 팽팽하게 부딪히게 되는데... (1회 ~ 12회)

### 그 외 인물
- 김철윤 : 어선에 타고 있었던 탈북민 역
- 유유진 : 리복영 역 - 어선에 타고 있었던 탈북민 중 한 명
- 이도엽 : 유인식 역 - 대한민국 해양경찰 3008호 함장
- 권혁수 : 류웅일 역 - 국방부 장관
- 이지하 : 은재의 어머니 역
- 정한설 : 조성윤 역 - 스키점프 국가대표 선수
- 신현용 : 빌라에 불을 지른 방화범 역
- 임영준 : 빌라에 사는 할머니의 아들 역
- 정애화, 최솔희 : 빌라에 사는 주민 역
- 임재근 : 허지영 역 - 소방서 구급대원
- 강명주 : 차진만 교수 앞에서 1인 시위를 하던 어머니 역
- 오민애 : 고경숙 역 - 강원도의원
- 박하준 : 김한울 역 † - 고경숙 의원의 아들
- 이지현 : 최순영 소방대원의 어머니 역
- 조은솔 : 정별 역 - 인수의 딸
- 황재열 : 고 형사 역
- 오지혜 : 배유림의 어머니 역
- 지소영 : 배유림 역 - 기저질환이 있는 교통사고 환자
- 우지현 : 전경수 역 - 군부대 총기난사 사건 범인
- 미상 : 총상 군인 환자 역
- 김균하 : 최석구 역 - 마약사범
- 미상 : 최석구와 어울렸던 친구 역
- 조동인 : 수학학원 선생님 역
- 이가연 : 천소영 역 - 건물붕괴 사고 생존자
- 이도국 : 박 서장 역 - 강원소방서장
- 이기섭 : 고경숙 의원의 보좌관 역
- 정우재 : 우상민 역 (†)- 극단적 선택으로 사망한 한국대 전공의
- 변중희 : 정금 역 (†)- 치매환자 할머니
- 미상 : 한국대 전공의 어머니 역
- 미상 : 흉복부 환자 역
- 미상 : 소아 외상 환자 역
- 김재만 : 여고생 미혼모 환자의 아버지 역
- 미상 : 도 예산 담당관 역
- 김도원 : 허예준 역 - 허 대원의 아들
- 김시온 : 허예영 역 - 허 대원의 딸
- 류예리 : 인수의 아내이자 별이의 어머니 역
- 한규원 : 염정도 역 - 보건복지부 담당 공무원
- 신혜지 : 돌담병원에 실려온 여고생 환자 역 - 미혼모 (13회 ~ 14회)

### 특별출연
- 하윤경, 주종혁, 문상훈, 임성재, 주현영 : 돌담병원에 면접 보러 온 의사 역 (2회)
- 김혜수 : 이영조 역 - 사진으로 출연 (2회)
- 류승수 : 조 감독 역 - 스키점프 국가대표 감독. 조성윤 선수의 아버지 (3회)
- 유연석 : 강동주 역 - 現 돌담외상센터장 대행, GS(일반외과) 전문의 (12회 ~ 16회)
- 박효주 : 심혜진 역 - 돌담외상센터 마취과 교수 (15회 ~ 16회)
- 김혜준 : 장현주 역 (†) - 장동화 누나이자 김사부의 1호 제자. (15회 ~ 16회, 과거 회상으로 출연.)

## 시청률
최저 시청률과 최고 시청률은 시청률 조사회사와 지역별로 시청률에 차이가 있을 수 있습니다.
| 2023년 | 2023년   | 2023년         | 2023년         | 2023년       |
| 회차   | 방송일   | TNmS 시청률    | AGB 시청률     | AGB 시청률   |
| 회차   | 방송일   | 대한민국(전국) | 대한민국(전국) | 서울(수도권) |
| ------ | -------- | -------------- | -------------- | ------------ |
| 제1회  | 4월 28일 | 10.2%          | 12.7%          | 13.1%        |
| 제2회  | 4월 29일 | 11.2%          | 13.8%          | 14.3%        |
| 제3회  | 5월 5일  | 10.7%          | 13.5%          | 13.7%        |
| 제4회  | 5월 6일  | -              | 12.3%          | 12.1%        |
| 제5회  | 5월 12일 | 10.0%          | 13.4%          | 13.5%        |
| 제6회  | 5월 13일 | 9.7%           | 12.0%          | 11.3%        |
| 제7회  | 5월 19일 | 10.2%          | 13.8%          | 14.2%        |
| 제8회  | 5월 20일 | 10.3%          | 12.9%          | 13.1%        |
| 제9회  | 5월 26일 | 10.6%          | 13.4%          | 13.5%        |
| 제10회 | 5월 27일 | -              | 13.5%          | 13.4%        |
| 제11회 | 6월 2일  | 11.4%          | 13.4%          | 13.8%        |
| 제12회 | 6월 3일  | -              | 14.4%          | 14.2%        |
| 제13회 | 6월 9일  | 11.0%          | 14.8%          | 15.1%        |
| 제14회 | 6월 10일 | -              | 14.9%          | 14.8%        |
| 제15회 | 6월 16일 | -              | 14.0%          | 14.3%        |
| 제16회 | 6월 17일 | 12.4%          | 16.8%          | 16.8%        |

## 참고 사항
- 본 드라마는 이전 시즌을 시청했던 수 많은 시청자들의 계속적인 요청에 따라, 코로나19 확산 여파로 그 동안 답보 상태에 머물러 왔던 메디컬 드라마의 재건을 도모하기 위한 속편 드라마로 기획하였다.

- 진경 배우와 이경영 배우는 넷플릭스 오리지널 드라마 《퀸메이커》에 이어서 다시 한번 더 의기투합하게 되는 작품의 계기가 되었다.

- 이경영과 한석규는 2017년에 개봉된 영화 《프리즌》 이후 6년만에 재회하는 작품의 계기가 되었다.

- 유연석과 한석규는... 2014년도에 개봉한 영화 《상의원》과 2016년도에 방송된 SBS 월화 미니시리즈 《낭만닥터 김사부》 이후 세 번째로 재회하게 되는 작품의 계기가 되었다.

- 이홍내와 한규원은 2015년에 개봉된 영화 《살인재능》 이후 9년만에 재회하는 작품의 계기가 되었다.

## 수상 경력
- 2023년 제50회 한국방송대상 TV드라마부문 작품상
- 2023년 제14회 코리아 드라마 어워즈 여자 조연상 (소주연)
- 2023년 SBS 연기대상 남자 신인 연기상 (이홍내)
- 2023년 SBS 연기대상 남자 신인 연기상 (이신영)
- 2023년 SBS 연기대상 남자 청소년 연기상 (한지안)
- 2023년 SBS 연기대상 올해의 팀상 (돌담즈)
- 2023년 SBS 연기대상 신스틸러상 (고상호)
- 2023년 SBS 연기대상 신스틸러상 (변중희)
- 2023년 SBS 연기대상 시즌제 드라마 부문 남자 최우수 연기상 (안효섭)
- 2023년 SBS 연기대상 시즌제 드라마 부문 여자 최우수 연기상 (이성경)
- 2023년 제9회 서울콘 에이판 스타 어워즈 장편 드라마 여자 최우수 연기상 (이성경)

## OST
- Part.1 백현 - Hello (2023.04.28 발매)
- Part.2 거미 - 나를 보며 살아갈 수 있도록 (2023.05.05 발매)
- Part.3 도영 - Beautiful Day (2023.05.12 발매)
- Part.4 승관 (세븐틴) - Still You (2023.05.19 발매)
- Part.5 리아 (ITZY) - 수백날 수천밤 (2023.05.26 발매)
- Part.6 이적 - 약속할게 (2023.06.02 발매)
- Part.7 서다현 (트리플에스) - 오늘도 너야 (2023.06.09 발매)
- Part.8 : 로즈&플로라 - Irreplaceable (2023.06.10 발매)
- Part.9 : 이원석 (데이브레이크) - Day By Day (2023.06.16 발매)
- Part.10 : 돌담즈 - 고마워 추억이 되어줘서 (2023.06.17 발매)

## 같이 보기
- 낭만닥터 김사부
- 낭만닥터 김사부 2
- 낭만닥터 김사부 시리즈
- 대한민국의 텔레비전 드라마 목록 (ㄴ)
- 2023년 대한민국의 텔레비전 드라마 목록